# Buchanan Rides Alone
Buchanan Rides Alone (Brasil: Fibra de Herói / Portugal: Têmpera de Herói) é um filme norte-americano de 1958, do gênero faroeste, dirigido por Budd Boetticher e estrelado por Randolph Scott e Craig Stevens.

## Sinopse
Tom Buchanan cavalga pelo Texas em direção a seu futuro lar no México. Ao chegar a Agrytown, cidade fronteiriça tão corrupta que até os irmãos Agry, donos do lugar, tentam trair-se mutuamente, é preso de imediato e posto na mesma cela que Juan de la Vega, jovem acusado de matar um dos tiranos locais. Ao se inteirar das motivações de Juan, Buchanan trama para colocar os bandidos uns contra os outros.

## Elenco
| Ator/Atriz      | Personagem      |
| --------------- | --------------- |
| Randolph Scott  | Tom Buchanan    |
| Craig Stevens   | Abe Carbo       |
| Barry Kelley    | Lew Agry        |
| Tol Avery       | Simon Agry      |
| Peter Whitney   | Amos Agry       |
| Manuel Rojas    | Juan de la Vega |
| L. Q. Jones     | Pecos Hill      |
| Robert Anderson | Waldo Peck      |
| Joe De Santis   | Esteban Gomez   |
| William Leslie  | Roy Agry        |
| Jennifer Holden | K. T.           |
| Nacho Galindo   | Nacho           |

## Galeria

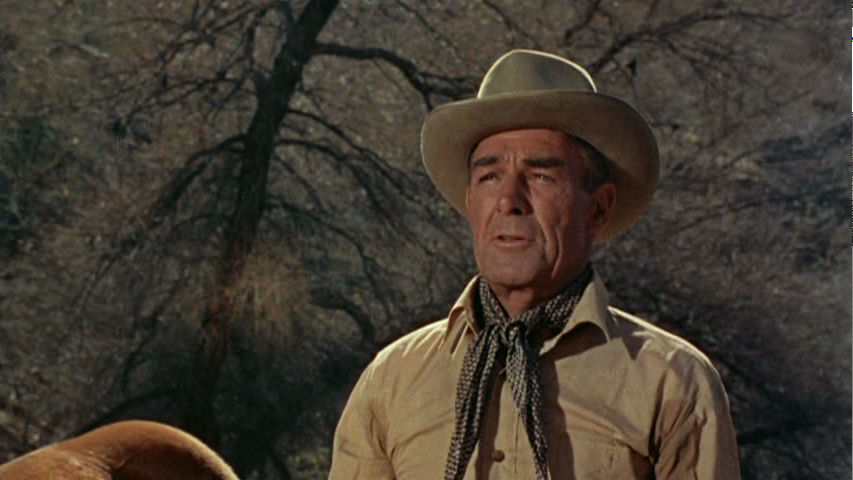
Randolph Scott
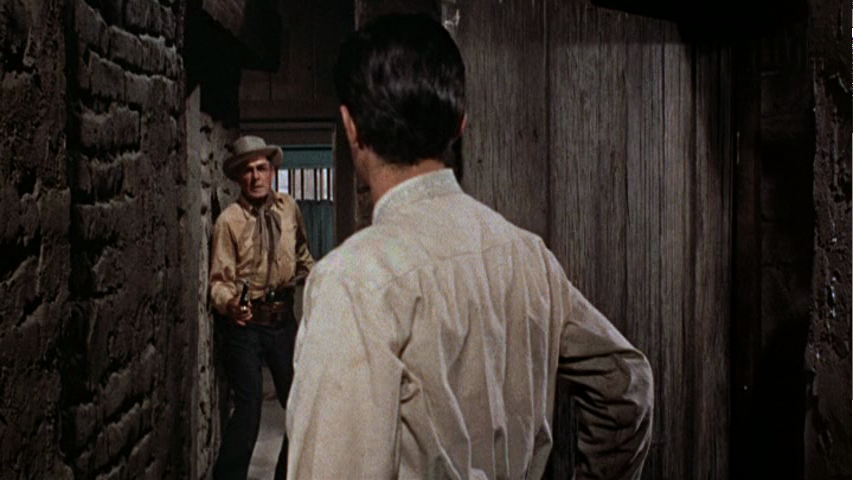
Randolph Scott e Manuel Rojas (de costas)
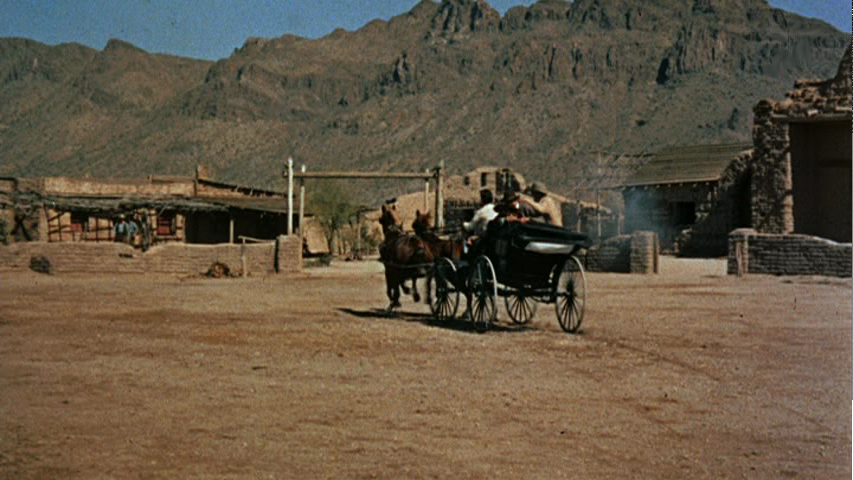
Cena do trailer do filme
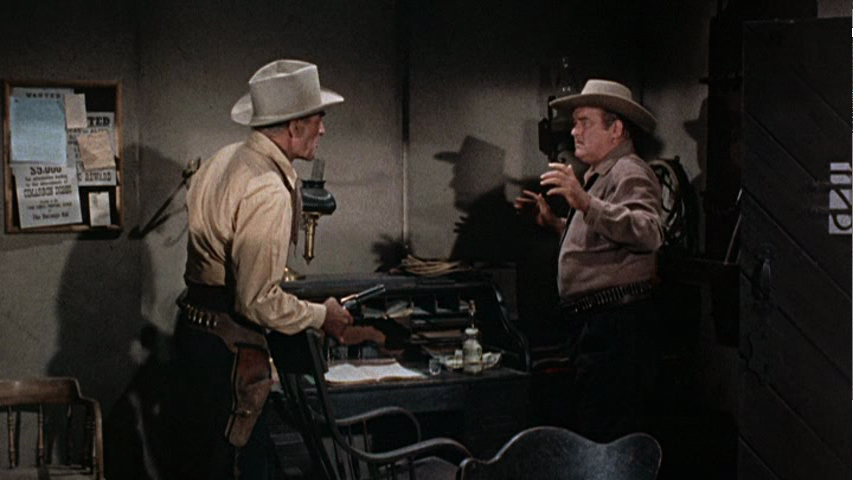
Randolph Scott e Barry Kelley
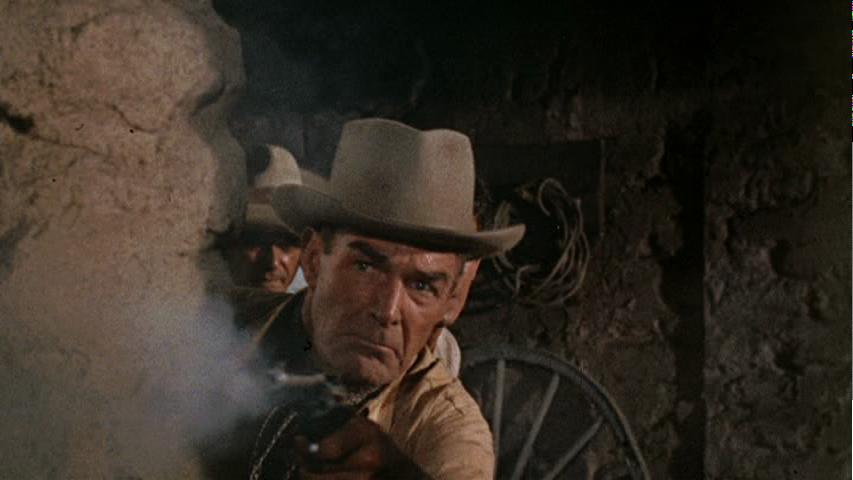
Randolph Scott